# ديد باي دايلايت
ديد باي دايلايت (بالإنجليزية: Dead by Daylight، وتعني بالعربية: أموات بحلول ضوء النهار) هي لعبة فيديو رعب بقاء جماعية غير متماثلة تم تطويرها بواسطة شركة بيهيفيور إنتراكتيف الكنديَّة. صدرت في البداية لمايكروسوفت ويندوز في يونيو 2016، ثم أُصدرت نسخة لبلاي ستيشن 4 وإكس بوكس ون في يونيو 2017، كما أُصدرت لنينتيندو سويتش في 24 سبتمبر 2019، وصدرت نسخة الهاتف المحمول على نظامي آي أو إس وأندرويد في 17 أبريل 2020. تم إصدار نسخة ستاديا في أكتوبر 2020. تم إصدار إصدارات بلاي ستيشن 5 وإكس بوكس سيريس إكس/إس في 12 نوفمبر 2020.
تُلعب اللعبة على شكل لاعب واحد (القاتل) مقابل أربعة لاعبين (النَّاجين) على الإنترنت، حيث يقوم القاتل بمُطاردة النَّاجين الذين يحاولون الهروب منه، وتجنب الوقوع والتضحية بقوة ضغينة تُعرف باسم الكيان (The Entity).
اعتبارًا من 1 يناير 2018، أصبحت بيهيفيور إنتراكتيف ناشر اللعبة، وحصلت على حقوق النشر من استديوهات ستار بريز.

## ملخص

يقوم اللاعب بإصلاح مولد باستخدام صندوق أدوات مع ناجٍ آخر

يجب أن تراوغ مجموعة من أربعة ناجين قاتلًا واحدًا عازمًا على التضحية بهم على خطافات لـ «الكيان»، كائن ضغين مُتَحكِم. تكون وجهات نظر الناجين من منظور الشخص الثالث، في حين أن منظور القاتل هو منظور الشخص الأول. لا يمكن للناجين أن يقاوموا إلا من خلال صعق القاتل أو استخدام أشياء مثل المصابيح الكاشفة لتحجب الرؤية عن القاتل. يمكن للناجين أيضًا القفز فوق العقبات بشكل أسرع بكثير من القاتل، وبالتالي توفير وسيلة للهروب. يستخدم الناجون هذه العقبات والأدوات لمساعدتهم على مراوغة القاتل لأطول فترة ممكنة.
من أجل الهروب، يجب على الناجين إصلاح خمسة مولدات منتشرة عبر الخريطة لتشغيل بوابات الخروج. يجب عليهم بعد ذلك فتح بوابات الخروج ومغادرة المنطقة، أو العثور على فتحة هروب للقفز إليها. يمكن جعل الإصلاح أسرع باستخدام عناصر مثل صناديق الأدوات.

## طريقة اللعب
معظم القتلة لديهم شكل واحد فقط من الحركة، يتحرك بوتيرة أسرع بشكل معتدل من سرعة الناجي السريع. عند مطاردة الناجين، يجب على القاتل القبض عليهم إما بضربهم بسلاحهم (ضربة واحدة تصيب الناجين، وضربتان تضعهم في حالة احتضار) أو الإمساك بهم في حركة واحدة عن طريق الإمساك بهم بشكل غير متوقع.
في المرة الأولى التي يتم فيها تعليق الناجي بالخطاف، قد يحاول الهروب، على الرغم من أن معدل القيام بذلك منخفض. عادة ما يتم إنقاذ الناجين المعلقين من قبل ناجين آخرين. إذا هرب الناجي أو تم إنقاذه وتم تعليقه في النهاية مرة ثانية، فسيدخل في «مرحلة الكفاح»، حيث يتعين على الناجي مقاومة الكيان الذي يحاول طعنه من خلال إجراء فحوصات المهارة، حتى يتم إنقاذه من قبل لاعب آخر أو قتل من قبل الكيان. إذا تم إنقاذ الناجي خلال «مرحلة الكفاح» وتم تعليقه للمرة الثالثة، فسوف يموت على الفور دون أي فرصة للبقاء على قيد الحياة.
القاتل، على الرغم من المشي بخطى سريعة، يكون أبطأ من الناجين في الحركات الأخرى، مثل القفز على الحواجز. لا يستطيع القاتل القفز فوق العقبات التي يمكن للناجين رميها في طريقهم، ولكن بدلاً من ذلك يتعين عليهم الالتفاف حولهم أو تدميرهم.
يتمتع القاتل أيضًا بقدرة قراءة الهالة، حيث يكشف باستمرار عن موقع المولدات، الخطافات، وأحيانًا الناجين.
كل قاتل لديه قوته الفريدة. على سبيل المثال، يمكن لـ «ريث» (Wraith) أن «يختفي»، ويتحول إلى غير مرئي ويتحرك بشكل أسرع (ولكنه غير قادر على ضرب الناجين أثناء الاختباء)، ويستخدم «هيلبيلي» (Hillbilly) المنشار الذي يسمح له بالاندفاع بسرعة على طول الخريطة والقضاء على الناجين على الفور عند التعامل معه. يمكن تغيير هذه الصلاحيات باستخدام الوظائف الإضافية التي تم الحصول عليها من خلال اللعب.
بصفتك أحد الناجين، يجب على اللاعبين الهروب من الخريطة، وهو ما يمكن القيام به بإحدى طريقتين: إما عن طريق إصلاح خمسة مولدات لإعطاء الطاقة لبوابات الخروج؛ أو بالهروب عبر الفتحة (الهاتش (Hatch)). تفتح الفتحة عندما لا يبقى سوى ناجٍ واحد في اللعبة. إذا أغلق القاتل الفتحة أو تم فتح البوابة، فسيبدأ انهيار نهاية اللعبة، مما يمنح الناجين دقيقتين فقط للهروب قبل نفاد المؤقت أو القبض عليهم من قبل القاتل. تتكون خيارات حركة الناجين من الركض، المشي، أو الزحف. يجب أن يراوغوا القاتل بفقدان خط رؤيتهم في مطاردة أو عن طريق الاختباء بنجاح منهم.
عند التعامل مع القاتل، يمكن للناجين الاستفادة من عدد قليل من العناصر - البحث عن الصناديق عبر الخريطة والتي ستؤدي أحيانًا إلى مجموعات طبية، ومصابيح يدوية (يمكن استخدامها لحجب الرؤية عن القاتل مؤقتًا)، صناديق الأدوات، مفاتيح، أو الخرائط.
معظم القتلة لديهم «دائرة رعب» تحيط بهم. الناجون داخل هذا الدائرة يسمعون دقات قلب تزداد شدتها مع الاقتراب من القاتل. يمكنهم أيضًا رؤية ضوء أحمر (يسمى «البقعة الحمراء») ينبعث من رأس القاتل على الأرض، والذي يكشف عن الاتجاه الذي يواجهونه ويمكن أن يساعد الناجين في تحديد متى يكون القاتل على وشك الالتفاف حول الزاوية. بعض القتلة لديهم القدرة على قمع نصف قطر الرعب والضوء الأحمر في ظل ظروف معينة، مما يمكنهم من مفاجأة الناجين غير المدركين.

### أهداف
تتسبب تفاعلات الناجين مع معظم الكائنات في اللعبة في إجراء فحوصات عشوائية للمهارات (skill checks). يمكن للاعب إما أن يقوم بفحص جيد للمهارة ليس له أي نتيجة، أو فحص مهارة رائع يسرع الإجراء الذي يقوم به اللاعب، أو فحص مهارة سيء يُعلم القاتل بموقع الناجي. القتلة لديهم القدرة على إتلاف المولدات، مما يؤدي إلى تراجع تقدم الإصلاح بمرور الوقت.
إذا تم القبض على أحد الناجين من قبل القاتل، يتم التقاطه وعادة ما يتم نقله إلى أقرب خطاف. خلال هذا الوقت يمكنهم محاولة التذبذب بعيدًا عن قبضة القاتل قبل أن يصلوا إلى الخطاف ومحاولة الهرب. إذا نجح القاتل في ضرب أحد الناجين على أحد الخطافات العديدة في المنطقة، فيمكن لزميل الفريق إنقاذ الناجي المخوزق أو، في حالات نادرة، يمكن للناجي المخوزق (مع فرصة 4٪) إنقاذ نفسه من الخطاف.
بمجرد إصلاح جميع المولدات، يجب على الناجي العثور على مفتاح كهربائي بجوار إحدى البوابتين للخروج وسحبه إلى الأسفل لمدة 20 ثانية لفتح الباب. تنتهي اللعبة فقط عندما يكون جميع الناجين إما قد هربوا أو قُتلوا - وبالتالي، في حين أن بعض الناجين قد يهربون وينتهون في وقت مبكر، يجب على أولئك الذين ما زالوا في الداخل الاستمرار في اللعب. اللاعبون الذين هربوا أو ماتوا لديهم القدرة على مراقبة باقي اللاعبين خلال نهاية اللعبة، أو العودة إلى القائمة والانضمام إلى لعبة جديدة.
إذا بقي ناجٍ واحد فقط، يمكن أن يصبح إصلاح المولدات شبه مستحيل. تتمثل إحدى طرق الهروب البديلة في استخدام «الفتحة» (الهاتش)، التي تظهر في منطقة عشوائية بعد أن يساوي عدد المولدات التي تم إصلاحها واحدًا أكثر من عدد الناجين الذين بقوا على قيد الحياة في اللعبة (أي ثلاثة مولدات تم إصلاحها مع بقاء اثنين فقط على قيد الحياة). يتم إغلاق الفتحة ولكن عندما يبقى ناجٍ واحد فقط سيتم فتحها تلقائيًا. يمكن للقاتل إغلاق الفتحة، مما يؤدي إلى مرحلة «انهيار نهاية اللعبة» من اللعبة.

### امتيازات (Perks)
يتمتع كل من الناجين والقتلة بخيار استخدام ما يصل إلى أربعة امتيازات في الحمولة، مما يمنح شخصياتهم قدرات خاصة. تختلف الامتيازات بين الناجين والقتلة. لا يجوز للقتلة استخدام ميزة الناجين، والعكس صحيح. يمكن أن تتراوح امتيازات الناجين من إعطاء دفعة من السرعة عند الركض من القاتل، إلى القدرة على الشفاء الذاتي بدون مجموعة إسعافات أولية، لإطلاق العنان للقدرة على تخريب خطافات اللحوم بدون صندوق أدوات. قد تتراوح امتيازات القاتل بين رؤية هالات الناجين، وإعاقة وقت نضالهم أثناء حملهم، وإغلاق المولدات لمنعهم من العمل.
هناك عدد من «الامتيازات العامة» التي تبدأ بدون قفل لتتعلمها أي شخصية. بالإضافة إلى ذلك، تبدأ كل شخصية محددة بمجموعة من ثلاث مزايا فريدة بالنسبة لهم.
يمكن فتح الامتيازات والإضافات (add-ons) والعناصر (items) من خلال «شبكة الدم» (Bloodweb)، وهي شجرة مهارات حيث يمكن لكل شخصية إنفاق العملة داخل اللعبة. يتيح التقدم بعيدًا بما فيه الكفاية في «شبكة الدم» لشخصية ما فتح إصدارات «قابلة للتعليم» (teachable perks) من الامتيازات الفريدة للشخصية، والتي تحول بشكل فعال الامتياز الفريد المعني إلى امتياز عام، مما يجعلها متاحة للشخصيات الأخرى للتعلم في شبكات الدم الخاصة بهم.

## شخصيات

### الناجون
قد يتولى اللاعبون دور أحد الناجين البالغ عددهم 33 شخصًا: تم إنشاء بعض هذه الشخصيات خصيصًا للعبة، وبعضها مرخص من سلاسل أعمال رعب أخرى.
| الناجي          | رخصة                    | الجنسية                | وصف                                 | سعر الشخصية (قطعة قزحيَّة أو خليَّة ذهبيَّة) |
| --------------- | ----------------------- | ---------------------- | ----------------------------------- | -------------------------------------- |
| دوايت فيرفيلد   | أصلية                   | أمريكي                 | شاب غريب الأطوار لكنه قائد ماهر.    | مجاني                                  |
| ميغ توماس       | أصلية                   | أمريكية                | رياضية نشيطة مليئة بالطاقة.         | مجاني                                  |
| كلاوديت موريل   | أصلية                   | كندية                  | عالمة نبات مجتهدة.                  | مجاني                                  |
| جيك بارك        | أصلية                   | كوري جنوبي             | شاب مُنعزل لكنه قادر على الصمود.     | مجاني                                  |
| نيا كارلسون     | أصلية                   | سويدية                 | فنانة ريفية قادرة على المناورة.     | مجاني                                  |
| لوري سترود      | سلسلة هالوين            | أمريكية                | جليسة أطفال.                        | 500 خلية                               |
| آيس فيسكونتي    | أصلية                   | أرجنتيني من أصل إيطالي | مقامر محظوظ.                        | 4,500 قطعة / 250 خلية                  |
| بيل أوفربيك     | ليفت 4 ديد              | أمريكي                 | جندي عجوز.                          | مجاني                                  |
| فينغ مِن         | أصلية                   | صينية                  | متنافسة مُركزة.                      | 4,500 قطعة / 250 خلية                  |
| ديفيد كينغ      | أصلية                   | بريطاني                | مكشط طلاء خشن.                      | مجاني                                  |
| كوينتين سميث    | أي نايتمر أون إلم ستريت | أمريكي                 | حالم حازم.                          | 500 خلية                               |
| ديفيد تاب       | سو                      | أمريكي                 | محقق مهووس.                         | 500 خلية                               |
| كيت دينسون      | أصلية                   | أمريكية                | مغنية متفائلة.                      | 4,500 قطعة / 250 خلية                  |
| آدم فرانسيس     | أصلية                   | جامايكي                | مدرس واسع الحيلة.                   | 4,500 قطعة / 250 خلية                  |
| جيف جوهانسن     | أصلية                   | كندي من أصل نرويجي     | فنان هادئ.                          | 4,500 قطعة / 250 خلية                  |
| جين روميرو      | أصلية                   | أمريكية من أصل لاتيني  | من المشاهير المؤثرين.               | 4,500 قطعة / 250 خلية                  |
| آش ويليامز      | إيفل ديد                | أمريكي                 | ذئب وحيد. [ك‍]                        | 500 خلية                               |
| نانسي ويلر      | سترينجر ثينغز           | أمريكية                | صحفية طموحة.                        | 500 خلية                               |
| ستيف هارينغتون  | سترينجر ثينغز           | أمريكي                 | جوك سابق.                           | 500 خلية                               |
| يوي كيمورا      | أصلية                   | يابانية                | متسابقة شوارع محترفة.               | 4,500 قطعة / 250 خلية                  |
| زارينا قْصير     | أصلية                   | أمريكية من أصل لبناني  | موَّثِقة جريئة.                        | 4,500 قطعة / 250 خلية                  |
| شيرل مايسون     | سايلنت هيل              | أمريكية                | شابة مخضرمة من محاربي الرعب.        | 500 خلية                               |
| فيلكس ريختر     | أصلية                   | ألماني                 | مهندس معماري ذو رؤية.               | 4,500 قطعة / 250 خلية                  |
| إيلودي راكوتو   | أصلية                   | فرنسية من أصل مدغشقري  | محقق غامض.                          | 4,500 قطعة / 250 خلية                  |
| يون-جِن لي       | أصلية                   | كورية جنوبية           | منتج موسيقى مهتم بنفسه.             | 4,500 قطعة / 250 خلية                  |
| جِل فالِنتاين     | ريزدنت إيفل             | أمريكية                | مؤسِسَة س.ت.ا.ر.ز (شركة خيالية).      | 500 خلية                               |
| ليون إس. كينيدي | ريزدنت إيفل             | أمريكي                 | ضابط شرطة مبتدئ.                    | 500 خلية                               |
| ميكايلا ريد     | أصلية                   | أمريكية                | شابة باطنية روحانية.                | 4,500 قطعة / 250 خلية                  |
| جوناه فاسكيز    | أصلية                   | أمريكي من أصل إسباني   | العقل الحسابيّ المدبر.               | 9,000 قطعة / 500 خلية                  |
| يويتشي أساكاوا  | رينغو                   | ياباني                 | عالم أحياء بحرية موهوب.             | 500 خلية                               |
| هادي كور        | أصلية                   | كندية من أصل هندي      | مدونة بث صوتي شجاعة.                | 9,000 قطعة / 500 خلية                  |
| آدا ونغ         | ريزدنت إيفل             | صينية                  | عميلة سرية غامضة.                   | 500 خلية                               |
| ريبيكا شامبرس   | ريزدنت إيفل             | أمريكية                | طبيبة موهوبة وعضوة فرقة.            | 500 خلية                               |
| فيتوريو توسكانو | أصلية                   | إيطالي                 | جامع تُحف وقطع نادرة.                | 9,000 قطعة / 500 خلية                  |
| ثاليتا ليرا     | أصلية                   | برازيلية               | لاعبة طائرات ورقية ماهرة.           | 9,000 قطعة / 500 خلية                  |
| ريناتو ليرا     | أصلية                   | برازيلي                | لاعب طائرات ورقية موهوب.            | 9,000 قطعة / 500 خلية                  |
| غابرييل سوما    | أصلية                   | قنطور أقرب C           | مهندس مُتمكن ووظيفي ماهر.            | 9,000 قطعة / 500 خلية                  |
| نيكولاس كيج     | مرخص                    | أمريكي                 | ممثل بارع ونجم مشهور.               | 500 خلية                               |
| إلين ريبلي      | فضائيون                 | أمريكية                | ضابطة صف سفينة حازمة.               | 500 خلية                               |
| آلن ويك         | مرخص                    | أمريكي                 | كاتب شهير ومستكشف غامض.             | 500 خلية                               |
| سيبل ورد        | أصلية                   | أمريكية                | شابة غامضة ومهتمة في السحر والظلام. | 9,000 قطعة / 500 خلية                  |

بالإضافة إلى ذلك، تمت إضافة ستة أطقم أسطورية والتي تحول الناجي الخاص باللاعب إلى شخصيات ناجية بديلة.
| ناجي أسطوري     | رخصة          | الناجي الأصلي   |
| --------------- | ------------- | --------------- |
| ليزا جارلاند    | سايلنت هيل    | شيرل مايسون     |
| سيبل بينِت       | سايلنت هيل    | شيرل مايسون     |
| جوناثان بايرز   | سترينجر ثينغز | ستيف هارينجتون  |
| كريس ريدفيلد    | ريزدينت إيفل  | ليون إس. كينيدي |
| كلير ريدفيلد    | ريزدينت إيفل  | جِل فالِنتاين     |
| جايمس ساندرلاند | سايلنت هيل    | شيرل مايسون     |

في حين أن هذه ليست أزياء أسطورية، إلا أن هذه الأزياء تمنح الناجين مظاهرًا أصلية تذكرنا بشخصيات مُرخصة من سلاسل أخرى.
| زِي الشخصية    | رخصة          | الناجي الأصلي |
| ------------- | ------------- | ------------- |
| فرانسيس       | ليفت 4 ديد    | جيك بارك      |
| زوّي           | ليفت 4 ديد    | ميغ توماس     |
| إيلِس          | ليفت 4 ديد 2  | دوايت فيرفيلد |
| روتشيل        | ليفت 4 ديد 2  | كلاوديت موريل |
| إرين ييغر     | هجوم العمالقة | دوايت فيرفيلد |
| ميكاسا أكرمان | هجوم العمالقة | يوي كيمورا    |
| ليفاي أكرمان  | هجوم العمالقة | جيك بارك      |
| آني ليونهارت  | هجوم العمالقة | ميغ توماس     |
| ارمين أرليرت  | هجوم العمالقة | فيلكس ريختر   |
| هيستوريا رايس | هجوم العمالقة | كيت دينسون    |
| هانجي زوي     | هجوم العمالقة | زارينا قْصير   |
| كيني أكرمان   | هجوم العمالقة | ايس فيسكونتي  |

### القتلة
قد يتولى اللاعبون أيضًا دور أحد القتلة الثمانية والعشرون: بعضهم أصلي وبعضهم مرخص. كل قاتل لديه قوة خاصة به.
| قاتل(ة)                     | رخصة                    | قوة |
| --------------------------- | ----------------------- | --- |
| ذا ترابر                    | أصلية                   | يمكنه وضع فخاخ الدببة للقبض على الناجين وإيذائهم. يمكن للناجين نزع هذه الفخاخ. |
| ذا ريث                      | أصلية                   | قادر على أن يصبح شبه غير مرئي بدق الجرس. |
| ذا هيلبيلي                  | أصلية                   | يمكنه الركض بالمنشار الذي يضع الناجين على الفور في حالة الموت دون الحاجة إلى إضافات. يمكن أن يؤدي إعادة استخدام المنشار بشكل متكرر إلى ارتفاع درجة حرارته، مما يجعله غير قابل للاستخدام لفترة قصيرة. |
| ذا نرْس                      | أصلية                   | يمكن أن تنقل مسافة كبيرة عبر العوائق على حساب سرعة الحركة الأساسية المخفضة بشكل كبير. |
| ذا شيّب (مايكل مايرز)        | هالووين                 | يمكنه مطاردة الناجين لاكتساب سرعة متزايدة، مدى اندفاع، والقدرة على وضع الناجين على الفور في حالة الموت. |
| هاق                         | أصلية                   | يمكنها وضع الأفخاخ التي تسمح لها بالانتقال إليها عندما يقترب منها الناجي. |
| ذا دُكتور                    | أصلية                   | يمكن أن يتسبب في قيام الناجين بالصراخ، والكشف عن مواقعهم وبناء جنونهم تدريجيًا وجعل التحقق من المهارات أكثر صعوبة. |
| ذا هَنتريس                   | أصلية                   | يمكنها رمي الفؤوس لإصابة الناجين من بعيد. |
| ذا كانيبال                  | مجزرة منشار تكساس       | يمكنه استخدام المنشار الخاص به لزيادة سرعة الحركة والهجوم الشامل الذي يضع الناجين على الفور في حالة الموت. |
| ذا نايتمر                   | أي نايتمر أون إلم ستريت | يمكن للناجين أن يناموا إما بشكل طبيعي مع مرور الوقت أو عندما يضربهم الكابوس، ويعانون نتيجة ذلك من تنفيسات معينة. |
| ذا بيغ                      | سو                      | يمكنها الانحناء، وإخفاء نصف قطر الرعب الخاص بها ومنحها هجوم كمين بعيد المدى. يمكنها أيضًا وضع مصائد الدببة العكسية على الناجين، والتي ستقتلهم على الفور بعد فترة من الوقت إذا لم تتم إزالتها. |
| ذا كلاون                    | أصلية                   | يمكنه رمي زجاجات الغاز السام لإبطاء الناجين وتشويش رؤيتهم، وكذلك الزجاجات التي يمكن أن تزيد من سرعة الحركة لكل من الناجين والمهرج بعد تأخير قصير. |
| ذا سبيرِت                    | أصلية                   | يمكنها السفر بسرعة عبر بُعد بديل حيث لا يمكنها رؤية الناجين، ولكن يمكنها رؤية إشارات بيئية أخرى مثل علامات الخدش أو تحريك العشب. الناجون أيضًا غير قادرين على رؤية الروح عندما تفعل هذا. |
| ذا ليجن                     | أصلية                   | يمكنه/يمكنها تنشيط القدرة على التحرك بشكل أسرع، والقفز فوق العوائق وإحداث الجروح العميقة، والتي يجب على الناجي معالجتها. |
| ذا بليّق                     | أصلية                   | يمكن أن تصيب الناجين بالتقيؤ عليهم. الناجون المصابون بالعدوى الكاملة لا يستطيعون شفاء أنفسهم دون التطهير في النوافير. يمكن أن تلتهم ذا يليّق النوافير التالفة، مما يتسبب في قدرتها على القيء لإصابة الناجين عند الاتصال.                                                                                            |
| غوست فيس                    | عالم المرح              | يمكنه الانحناء، وكذلك تفعيل القدرة على إخفاء نصف قطر رعبه ومطاردة الناجين. يمكنه وضع الناجين المطارَدين بالكامل في حالة الموت على الفور. يمكن للناجي إلغاء تنشيط هذه القدرة من خلال النظر إلى غوست فيس لفترة قصيرة من الوقت.                                                                                        |
| ذا ديموغورغون               | سترينجر ثنيغز           | يمكنه اجتياز الخريطة عبر البوابات واستخدام هجوم اندفع ممتد. يمكنه الكشف عن بوابات الناجين القريبة. |
| ذا أوني                     | أصلية                   | يمكن أن يستهلك دماء الناجين لشن هجوم اندفاعي يمكن أن يضعهم على الفور في حالة الموت. |
| ذا ديث-سلينغر               | أصلية                   | يمكنه إطلاق النار على الناجين بمسدس الرمح ليدفعهم نحوه. |
| ذي إكسِكيوشنر (بيرمد هيد)    | سايلنت هيل              | يمكنه مهاجمة مسافات قصيرة من خلال العوائق، وكذلك ترك الممرات التي تصيب الناجين بتأثير الحالة مما يسمح له بإرسالهم إلى أقفاص. |
| ذا بلايت                    | أصلية                   | يمكنه أن يرتد إلى الجدران بسرعة عالية لضرب الناجين بسهولة أكبر على حساب نطاق الحركة المنخفض. |
| ذا توينز                    | أصلية                   | زوج من التوائم الملتصقة. يمكن لأحد التوأمين فصل الآخر، والذي يمكن بعد ذلك التحكم فيه بشكل مستقل. |
| ذا ترِكستِر                   | أصلية                   | يمكنه رمي السكاكين لإصابة الناجين ببطء. |
| نيمسيس                      | ريزدنت إيفل             | يمكنه استخدام مخالبه لإصابة الناجين بفيروس تي. سيتعرض الناجون المصابون للعدوى بأضرار إذا أصيبوا بمخالبه مرة أخرى. |
| ذا سينوبايت ‏                | هيلرايسر                | يمكنه أن يربط الناجين بالسلاسل، ويقلل من سرعة حركتهم حتى يتحرروا. |
| ذي أرتِست                    | أصلية                   | يمكنها إرسال الغربان المروعة عبر الخريطة لاكتشاف وإصابة الناجين. |
| ذي أونريو                   | رينغو                   | تنتقل إلى أجهزة التلفاز حول الخريطة وتستخدمها لإدانة الناجين. يمكن قتل الناجين المدانين على الفور. يمكن للناجين استخدام أشرطة الفيديو لإيقاف تشغيل أجهزة التلفزيون. |
| ذا درِدج                     | أصلية                   | قادرة على الانتقال الفوري إلى الخزائن حول الخريطة وتشغيل الظلام المفاجئ (Nightfall) بضرب الناجين وتعليقهم. الظلام الفاجئ يجعل الخريطة أكثر قتامة إلى حد كبير لجميع الناجين ويسمح لذا درِدج بالانتقال الفوري إلى الخزانات بشكل أسرع وبشكل متكرر. يمكن للناجين قفل الخزائن لإبطاء ذا درِدج، ولكن يمكن كسر هذه الأقفال. |
| ألبرت ويسكر / ذا ماسترمايند | ريزدنت إيفل             | يستخدم فيروس أوروبوروس (Uroboros) للاندفاع السريع لمسافة قصيرة، والتغلب على العقبات وإصابة أي ناجٍ يصيبه. تتفاقم العدوى بمرور الوقت، مما يؤدي في النهاية إلى إعاقة الناجين. كما أنه يمسك بالناجين عند الاتصال به، إما يتسبب في ضرر إذا ارتطم بأحد الأشياء أو ألقاها.                                                |

بالإضافة إلى ذلك، تمت إضافة عشرة شخصيات أسطورية فائقة الندرة، والتي تحول القتلة إلى شخصيات قاتلة بديلة.
| القاتل الأسطوري     | رخصة          | القاتل الأصلي |
| ------------------- | ------------- | ------------- |
| ذا مينوتور          | أصلية         | ذا أوني       |
| ذا كرامبوس          | أصلية         | ذا ترابر      |
| ذا لوك-سي           | كرْبت تي في    | ذا دُكتور      |
| ذا مورديو           | كرْبت تي في    | ذا هَنتريس     |
| ذا بِرتش             | كرْبت تي في    | هاق           |
| ذا فيري مان         | أصلية         | ذا بلايت      |
| ذا تشاتِرِر           | هيلرايسر      | ذا سينوبايت   |
| ذا بابا ياغا        | أصلية         | ذا هَنتريس     |
| راينر براون         | هجوم العمالقة | ذا أوني       |
| العملاق مطرقة الحرب | هجوم العمالقة | ذا سبيريت     |

## ضبط

### خرائط
تجري اللعبة عبر خمسة عشر خريطة تستند إلى الأماكن التي أصبح القتلة فيها قتلة: مِلكية ذا ماكميلان (The MacMillan Estate؛ ذا ترابر)، ملجأ كروتوس برين (Crotus Prenn Asylum؛ ذا نرْس، ذا كلاون)، حطام ملاذ السيارات (Autohaven Wreckers؛ ذا ريْث)، مزرعة الرياح الباردة (Coldwind Farm؛ ذا هيلبيلي)، هادونفيلد (Haddonfield؛ ذا شيّب)، مستنقع المياه المنعزلة (Backwater Swamp؛ ذا هاق)، معهد ليري التذكاري (Léry's Memorial Institute؛ ذا دُكتور)، الغابة الحمراء (The Red Forest؛ ذا هَنتريس، ذا بليّق)، سبرينغوود (Springwood؛ ذا نايتمر)، مصنع جدعون للحوم (Gideon Meat Plant؛ ذا بيغ)، مِلكية ياماوكا (Yamaoka Estate؛ ذا سبيريت، ذا أوني)، أورموند (Ormond؛ ذا ليجن)، مختبر هوكينز الوطني (Hawkins National Laboratory؛ ذا ديموغورغون)، قبر غلِنفِل (Grave of Glenvale؛ ذا ديث-سلينغر)، مدرسة مِدوِتش الإبتدائية (Midwich Elementary School؛ ذا إكسِكيوشنر)، ومدينة راكون (Racoon City؛ ذا نيمسيس). ذا كانيبال (لَذِرفيس)، ذا بلايت، ذا توينز، ذا ترِكستِر، وذا سينوبايت لم يتلقوا خرائطهم. بمرور الوقت، تراكم شر أفعال القاتل هناك حتى جذبت انتباه الكيان، قوة الظلام المجهولة من مكان لا اسم له. يتم تقسيم معظم العوالم إلى خرائط متعددة ذات ميزات متشابهة ولكن مع اختلافات صغيرة.
تتميز معظم الخرائط بمبنى أو معلم خاص بالخريطة يظل في نفس المكان في الخريطة في كل لعبة. تحتوي معظم الخرائط أيضًا على مبنى يُعرف باسم «كوخ القاتل»، وهو نفسه في جميع الخرائط ويظهر في أحد المواقع القليلة المحددة مسبقًا. يتم وضع كل لعبة جديدة، غرفة تُعرف باسم «الطابق السفلي»، في أحد المواقع العديدة المحددة مسبقًا، والتي تتضمن كوخ القاتل (إن وجد).
القبو عبارة عن غرفة خاصة تتكون من صندوق واحد للناجين ليبحثوا فيه، وأربع خزائن ليختبئوا فيها. كما أنها موطن لخطاف خاص رباعي الرؤوس لا يمكن للناجين تدميره أو العبث به بأي شكل من الأشكال. القبو له طريق واحد فقط، مما يجعله مكانًا آمنًا جدًا للقاتل لإحضار ضحاياهم دون خوف من الناجين الآخرين الذين ينقذونهم.

### مغزى
الكيان (The Entity)، كائن خارق للطبيعة ينحدر من شبكة الدم القديمة، يستيقظ من سباته ويستدعي بأفعال عنف وخبث عظيمين. القتلة، ومعظمهم من القتلة المتسلسلين، أو ضحايا مأساة رهيبة، يتم إخراجهم من الواقع من قبلهم وإقناعهم أو إجبارهم على القيام بأمرهم. من أجل الحفاظ على وجوده، يطلب الكيان التضحيات، ويطالب بمطاردة الناجين وقتلهم حتى يتمكنوا من إطعام أملهم وسرقة قطعة من أرواحهم عند الموت. من أجل مواصلة هذا البحث، يحجب الكيان بوابات الموت ويضع الموتى في حالة تشبه الحلم تقود الناجين إلى عالم الكيان ليُطاردوا مرة أخرى.
يتم سحب الناجين إلى عالم الكيان المشيد عندما يتجولون بالقرب من الأماكن التي تم أخذ القتلة منها، ويختفون من العالم الحقيقي دون أي أثر. ينتهي بهم الأمر في نار المعسكر المنعزلة، حيث يستريحون بين المحاكمات، حتى يلاحقهم قاتل مرة أخرى. تجري كل محاكمة في سلسلة من العوالم التي شيدتها الكيان في المناطق التي تم نقل القتلة منها. الأمل الوحيد للناجين في الهروب هو إكمال سلسلة من المولدات المنتشرة في جميع أنحاء كل عالم لتشغيل بوابات كبيرة للهروب. إذا كان القاتل قد قتل جميع الناجين باستثناء واحد، فإن الكيان سيقدم للأخير وسيلة أخيرة للهروب على شكل فتحة. يؤدي الهروب من الأرض دائمًا إلى عودة الناجين إلى نار المخيم، ويمكن إنشاء عروض لإحراقها والاستئناف لصالح الكيان. نظرًا لأن الكيان يغذي أمل الناجين في الهروب، فهو يساعدهم تمامًا مثل القتلة، حيث يتصرف كمراقب محايد للمطاردة، ويتدخل فقط للمطالبة بالمعلقين على خطافه.

## محتوى قابل للتنزيل
أصدرت بيهيفيور إنتراكتيف، اعتبارًا من نوفمبر 2021، 26 محتوى إضافيًا بشكل فردي في المجموع. كل إضافة تضمنت ناجِ جديد وقاتل، باستثناء ستة إضافات حيث تم تقديم شخصية واحدة فقط (بيل من ليفت 4 ديد، لَذِرفيس من ذا تكساس تشين سو ماسكر، آش من إيفل ديد، غوست فيس من عالم المرح، باين-هيد من هيلريّزر، وشخصية ميكايلا ريد الأصلية)، وإضافتان حيث تم تقديم 3 شخصيات (ستيف هارينغتون، نانسي ويلر، وذا ديموغورغون من سترينجر ثينغز وليون إس. كينيدي، جِل فالِنتاين، وذا نيمسيس من ريزدنت إيفل). قدمت 17 من 26 إضافة التي تم إصدارها أيضًا خرائط جديدة يمكن لجميع اللاعبين الوصول إليها. يتم إصدار الإضافات بمتوسط فاصل ثلاثة أشهر بين كل واحد. قبل إصدار كل محتوى إضافي منذ ذا كلاون، تم إطلاق اختبار عام للبناء (Public Test Build)، مما يسمح لمطوري اللعبة باختبار وتلقي تعليقات المجتمع حول التغييرات الرئيسية القادمة. بمجرد خروج الإختبار لمدة أسبوعين تقريبًا، يتم تعطيله لإجراء مزيد من الصيانة على الإضافة القادمة المتعلقة به، مثل إصلاح الأخطاء وإضافة الميزات المفقودة وما إلى ذلك قبل إصدار الإضافة رسميًا. تتراوح الفترة الزمنية المقدرة بين افتتاح الإختبار وإصدار الإضافة الجديدة ما يقرب من 2 إلى 3 أسابيع، وعادةً ما يتم إصدار الإضافة بعد أيام قليلة من إيقاف تشغيل الإختبار.
10 من 26 محتوى إضافي تم إصداره حاليًا تضمنت قتلة وناجين مرخصين من كل من سلاسل الرعب الشهيرة وألعاب الفيديو الأخرى. يمكن الحصول على الإضافات بطريقتين؛ إما عن طريق شرائها بشكل طبيعي من خلال ستيم، أو يمكن شراء الشخصيات غير المرخصة من خلال متجر داخل اللعبة باستخدام عملة داخل اللعبة تسمى شظاية قزحية الألوان (Iridescent Shards). تم تقديم هذه الطريقة البديلة للحصول على الإضافات في التحديث 2.0 (نداء الستارة). كل إضافة لها مقطورة خاصة بها وما يسمى بـ «بقعة ضوء» التي تعرض القاتل والناجي بالإضافة إلى خريطة جديدة داخل اللعبة. لا يلزم شراء الإضافة ذات الصلة من أجل تشغيل أي خريطة.
ثلاثة إضافات، آخر نَفَس (The Last Breath)، تُرِك في الخلف (Left Behind)، تهويدة للظلام (A Lullaby for the Dark)، تم توزيعهم بشكلٍ مجانيّ.
في أغسطس 2021، أعلنت بيهيفيور إنتراكتيف أنه، اعتبارًا من 17 نوفمبر 2021، لن تكون إضافة سترينجر ثينغز والشخصيات الفردية من الإضافة ومستحضرات التجميل الخاصة بهم متاحة للشراء، وستتم إزالة خريطة مختبر هوكينز الوطني. لا يزال بإمكان اللاعبين الذين اشتروها قبل تاريخ الإزالة استخدام جميع الشخصيات من المحتوى القابل للتنزيل بالإضافة إلى مستحضرات التجميل الخاصة بهم.
مفتاح
- يُشير رمز الخنجر هذا إلى الإضافات التي كشفت النقاب عن الشخصيات المُرخصة

| عنوان                                               | تاريخ إصدار    | تاريخ إزالة    | قاتل           | ناجي/ناجون                   | خريطة                                                                                       | مرجع   |
| --------------------------------------------------- | -------------- | -------------- | -------------- | ---------------------------- | ------------------------------------------------------------------------------------------- | ------ |
| آخر نَفَس (The Last Breath)                           | 18 أغسطس 2016  |                | ذا نرْس         | نيا كارلسون                  | الملجأ (ملجأ كروتوس برين) (The Asylum (Crotus Prenn Asylum))                                | [ 21 ] |
| هالووين (Halloween)                                 | 25 أكتوبر 2016 |                | ذا شيّب         | لوري سترود ‏                  | طريق لامبكِن (هادونفيلد) (Lampkin Lane (Haddonfield))                                        | [ 22 ] |
| من لحم وطين (Of Flesh and Mud)                      | 8 ديسمبر 2016  |                | ذا هاق         | ايس فيسكونتي                 | الزهرة الباهتة (مستنقع المياه المنعزلة) (The Pale Rose (Backwater Swamp))                   | [ 23 ] |
| ليفت 4 ديد (Left 4 Dead)                            | 8 مارس 2017    |                | -              | ويليام "بيل" أوفربيك         | -                                                                                           | [ 24 ] |
| شرارة الجنون (Spark of Madness)                     | 11 مايو 2017   |                | ذا دُكتور       | فِنغ مِن                       | مسرح العلاج (معهد ليري التذكاري) (Treatment Theatre (Léry's Memorial Institute))            | [ 25 ] |
| تهويدة للظلام (A Lullaby for the Dark)              | 27 يوليو 2017  |                | ذا هَنتريس      | ديفيد كينغ                   | مسكن الأم (الغابة الحمراء) (Mother's Dwelling (Red Forest))                                 | [ 26 ] |
| لَذِرفيس (LeatherFace)                                | 14 سبتمبر 2017 |                | ذا كانيبال     | -                            | -                                                                                           | [ 27 ] |
| كابوس على شارع إلم (A Nightmare on Elm Street)      | 26 أكتوبر 2017 |                | ذا نايتمر      | كوينتن سميث                  | حضانة بادهام (سبرينغوود) (Badham Preschool (Springwood))                                    | [ 28 ] |
| سو (Saw)                                            | 23 يناير 2018  |                | ذا بيغ         | ديفيد تاب ‏                   | اللعبة (مصنع جدعون للحوم) (The Game (Gideon Meat Plant))                                    | [ 29 ] |
| نداء الستارة (Curtain Call)                         | 12 يونيو 2018  |                | ذا كلاون       | كيت دينسون                   | مُصلى الأب كامبل (ملجأ كروتوس برين) (Father Campbell's Chapel (Crotus Prenn Asylum))         | [ 30 ] |
| سُلالة ممزقة (Shattered Bloodline)                   | 18 سبتمبر 2018 |                | ذا سبيريت      | آدم فرانسيس                  | سكن العائلة (مِلكية ياماوكا) (Family Residence (Yamaoka Estate))                             | [ 31 ] |
| الظلام بيننا (Darkness Among Us)                    | 11 ديسمبر 2018 |                | ذا ليجن        | جيفري "جيف" جوهانسن          | منتجع جبل أورموند (أورموند) (Mount Ormond Resort (Ormond))                                  | [ 32 ] |
| زوال المخلص (Demise of the Faithful)                | 19 مارس 2019   |                | ذا بليّق        | جين روميرو                   | معبد التطهير (الغابة الحمراء) (Temple of Purgation (Red Forest))                            | [ 33 ] |
| آش ضد إيفل ديد (Ash vs Evil Dead)                   | 2 أبريل 2019   |                | -              | آشلي "آش" ويليامز            | -                                                                                           | [ 34 ] |
| وجه الشبح (Ghost Face)                              | 18 يونيو 2019  |                | ذا غوست فيس    | -                            | -                                                                                           | [ 35 ] |
| أشياء أكثر غرابة (Stranger Things)                  | 17 سبتمبر 2019 | 17 نوفمبر 2021 | ذا ديموغورغون ‏ | ستيف هارينغتون ‏، نانسي ويلر  | المجمع السُفلي (مختبر هوكينز الوطني) The Underground Complex) ((Hawkins National Laboratory) | [ 37 ] |
| ميراث ملعون (Cursed Legacy)                         | 3 ديسمبر 2019  |                | ذا أوني        | يوي كيمورا                   | مَقدِس الغضب (مِلكية ياماوكا) (Sanctum of Wrath (Yamaoka Estate))                              | [ 38 ] |
| سلاسل الكراهية (Chains of Hate)                     | 10 مارس 2020   |                | ذا ديث-سلينغر  | زارينا قْصير                  | صالون الزميل الميت (قبر غلِنفِل) (Dead Dawg Saloon (Grave of Glenvale))                       | [ 39 ] |
| التل الصامت (Silent Hill)                           | 16 يونيو 2020  |                | ذي إكسِكيوشنر   | شيرل مايسون                  | مدرسة مِدوِتش الإبتدائية (سايلنت هيل) (Midwich Elementary School (Silent Hill))               | [ 40 ] |
| انحدار ما وراء (Descend Beyond)                     | 8 سبتمبر 2020  |                | ذا بلايت       | فليكس ريختر                  | -                                                                                           | [ 41 ] |
| إلتزام النسيب (A Binding of Kin)                    | 1 ديسمبر 2020  |                | ذا توينز       | إيلودي راكوتو                | -                                                                                           | [ 42 ] |
| قتل-جميع (All-Kill)                                 | 30 مارس 2021   |                | ذا ترِكيستِر     | يون-جِن لي                    | -                                                                                           | [ 43 ] |
| ريزدنت إيفل (Resident Evil)                         | 15 يونيو 2021  |                | ذا نمسيس       | ليون إس. كينيدي، جِل فالِنتاين | مركز شرطة مدينة راكون (مدينة راكون) (Raccoon City Police Station (Raccoon City))            | [ 44 ] |
| هيلريّزر (Hellraiser)                                | 7 سبتمبر 2021  |                | ذا سينوبايت ‏   | -                            | -                                                                                           | [ 45 ] |
| ساعة الساحرة (Hour of the Witch)                    | 19 أكتوبر 2021 |                | -              | ميكايلا ريد                  | -                                                                                           | [ 46 ] |
| لوحة لجريمة قتل (Portrait of a Murder)              | 30 نوفمبر 2021 |                | ذي أرتِست       | جوناه فاسكيز                 | عش الغربان (مقبرة منبوذة) (Eyrie of Crows (Forsaken Boneyard))                              | [ 47 ] |
| ساداكو رايزينغ (Sadako Rising)                      | 8 مارس 2022    |                | ذي أونريو      | يويتشي أساكاوا               | -                                                                                           | [ 48 ] |
| جذور الرهبة (Roots of Dread)                        | 6 يونيو 2022   |                | ذا درِدج        | هادي كور                     | حديقة الفرح (جزيرة ذابلة) (Garden of Joy (Withered Isle))                                   | [ 49 ] |
| ريزدنت إيفل: مشروع دبليو (Resident Evil: Project W) | سبتمبر 2022    |                | ذا ماسترمايند  | آدا ونغ، ريبيكا شامبرس       | مركز شرطة مدينة راكون (الجناح الغربي) (Raccoon City Police Station (West Wing))             | [ 50 ] |

## استقبال
| استقبال |                                                |
| --- | ---------------------------------------------- |
| مجموع النقاط المجموع نقاط ميتاكريتيك PC: 71/100 [ 51 ] PS4: 64/100 [ 52 ] XONE: 58/100 [ 53 ] NS: 61/100 [ 54 ] نتائج المراجعة نشرة نقاط غيم سبوت PC: 9/10 آي جي إن 9/10 بي سي غيمر (المملكة المتحدة) 88/100 |                                                |
| مجموع النقاط |                                                |
| المجموع | نقاط                                           |
| ميتاكريتيك | PC: 71/100 PS4: 64/100 XONE: 58/100 NS: 61/100 |
| نتائج المراجعة |                                                |
| نشرة | نقاط                                           |
| غيم سبوت | PC: 9/10                                       |
| آي جي إن | 9/10                                           |
| بي سي غيمر (المملكة المتحدة) | 88/100                                         |

تلقت ديد باي دايلايت "تقييمات مختلطة أو متوسطة"، وفقًا لمجمع المراجعة ميتاكريتيك. منحها موقع غيم سبوت تقييم 9 من 10، قائلاً "عند الإطلاق، عانت ديد باي دايلايت بسبب اعتمادها على الاستضافة من نظير إلى نظير وغياب الميزات الاجتماعية، ولكنها عالجت هذه المشكلات بمرور الوقت. وفي حين كانت فترة وجيزة وسابقة لأوانها أدى الصراع مع التوفيق القائم على المهارات إلى تحويل تجربة اللاعب الجديد إلى عرض رعب قليلًا (المشكلة التي تم حلها [سابقًا] الآن)، وذلك بفضل مجتمع لاعبي ديد باي دايلايت الذي لا يوجد نظير له في الساحة متعددة اللاعبين التنافسية غير المتكافئة، ونمت لتصبح واحدة من أقوى تجارب الرعب حولها. منحها لوك وينكي من بي سي غيمر تقييم 88 من 100، قائلاً: "في السنوات الخمس التي تلت إصدار بيهيفيور إنتراكتيف ديد باي ديلايت على ستيم، طورت اللعبة دسيسة ميكانيكية حادة للغاية، وهي شبكة معقدة للغاية من البنيات والاستراتيجيات المتنوعة، ومجموعة متنوعة من الشخصيات، كل منها مجهز بنقاط القوة والضعف النسبية".

### مبيعات
خلال أسبوعها الأول، باعت ديد باي دايلايت أكثر من 270 ألف نسخة. باعت اللعبة أكثر من مليون نسخة خلال شهرين. في 16 نوفمبر 2017، تم بيع أكثر من 3 ملايين نسخة. اعتبارًا من مايو 2019، باعت اللعبة أكثر من 5 ملايين نسخة. في أغسطس 2020، وصلت اللعبة إلى أكثر من 25 مليون لاعب عبر جميع المنصات؛ إرتفع هذا الرقم إلى 36 مليون لاعب في مايو 2021.

### شعبية وتأثير
أصبحت لعبة ديد باي دايلايت شائعة بشكل متزايد في اليابان بسبب تلبية بيهيفيور إنتراكتيف لاحتياجات اللاعبين اليابانيين بشكل كبير من خلال إصدار فصول ذات طابع ياباني مثل سلالة ممزقة (Shattered Bloodline) وميراث ملعون (Cursed Legacy)، بالإضافة إلى توسيع تقاليد عالمها داخل اللعبة التي يميل مجتمع الألعاب الياباني إلى تفضيلها في ألعاب الفيديو. في المقابل، أصبحت البلاد واحدة من أكبر أسواق ديد باي دايلايت.
في أغسطس 2021، تم افتتاح «مقهى الكيان» (The Entity Cafe) في الطابق الرابع من طوكيو سكاي تري. يبيع المقهى العديد من الحلويات، الأطعمة، والبضائع تحت عنوان ديد باي دايلايت.

## إصدار الهاتف
في 19 يونيو 2019، أعلنت شركة بيهيفيور إنتراكتيف عن خطة لإصدار ديد باي دايلايت إلى أنظمة آي أو إس وأندرويد مجانًا في محاولة لجعل اللعبة أكثر سهولة للاعبين في جميع أنحاء العالم. تم تشكيل فريق تطوير مختلف مكرس بالكامل لتحسين اللعبة لتجربة الهاتف المحمول. كان من المقرر إطلاق ديد باي ديلايت موبايل في البداية في عام 2019، ولكن كان على المطورين دفع الإصدار حتى عام 2020، مشيرين إلى حاجتهم إلى مزيد من الوقت للعمل على الأخطاء والتحسين. في 27 فبراير 2019، أعلنت بيهيفيور أن إصدارات الأجهزة المحمولة سيتم نشرها بواسطة ناشر ألعاب الفيديو الصيني نت إيز في جنوب شرق آسيا، اليابان، وكوريا. تم إصدارها في أوروبا، الشرق الأوسط، أفريقيا، الأمريكتين، وجنوب آسيا في 16 أبريل 2020.
في 48 ساعة من إصدارها، تجاوز عدد تنزيلات ديد باي ديلايت موبايل المليون تنزيل. بحلول أكتوبر 2020، تجاوزت اللعبة 10 ملايين عملية تنزيل.

## وصلات خارجية
- الموقع الرسمي
- الموقع الرسمي
- الموقع الرسمي
- الموقع الرسمي
- ديد باي دايلايت على موقع IMDb (الإنجليزية)